# Liste von Lokomotiven auf der Weltausstellung Turin 1911
Die Liste von Lokomotiven auf der Weltausstellung Turin 1911 führt die Lokomotiven auf, die an der Ausstellung gezeigt wurden. Die meisten stammten aus Deutschland und Italien. Bei den großen Schnellzuglokomotiven dominierten die Pacific-Lokomotiven mit Vierzylinder-Heißdampftriebwerk. Neben Dampflokomotiven wurden auch vier Elektrolokomotiven gezeigt.
| Nr.                        | Land               | Bahngesellschaft                                                      | Kürzel           | Baureihe     | Betriebs-nummer   | Hersteller                                              | Bauart                                    | Bild                              |
| -------------------------- | ------------------ | --------------------------------------------------------------------- | ---------------- | ------------ | ----------------- | ------------------------------------------------------- | ----------------------------------------- | --------------------------------- |
| Italienische Aussteller    |                    |                                                                       |                  |              |                   |                                                         |                                           |                                   |
|                            | Königreich Italien | Ferrovie dello Stato Italiane                                         | FS               | 625          |                   | Ansaldo                                                 | 1’C h2 Innentriebwerk                     |                                   |
| 1                          | Königreich Italien | Ferrovie dello Stato Italiane                                         | FS               | 640          | 64163             | Saronno                                                 | 1’C h2 Innentriebwerk                     |                                   |
| 2                          | Königreich Italien | Ferrovie dello Stato Italiane                                         | FS               | 905          | 90541             | Breda                                                   | 1’C n2t                                   |                                   |
| 3                          | Königreich Italien | Ferrovie dello Stato Italiane                                         | FS               | 680          |                   | Breda                                                   | 1’C1’ n4v                                 |                                   |
| 4                          | Königreich Italien | Ferrovie dello Stato Italiane                                         | FS               | 740          | 74039             | Officine Meccaniche                                     | 1’D h2                                    |                                   |
| 5                          | Königreich Italien | Ferrovie dello Stato Italiane                                         | FS               | 690          | 69001             | Breda                                                   | 2′C1′ h4                                  |                                   |
| 6                          | Königreich Italien | Ferrovie dello Stato Italiane                                         | FS               | 690          | 69008             | Officine Meccaniche                                     | 2′C1′ h4                                  |                                   |
| 7                          | Königreich Italien | Ferrovie dello Stato Italiane                                         | FS               | 470          | 47143             | Officine Meccaniche                                     | E n4v                                     |                                   |
| 8                          | Königreich Italien | Ferrovie dello Stato Italiane                                         | FS               | 895          | 89531             | Breda                                                   | D n2t                                     |                                   |
| 9                          | Königreich Italien | Ferrovie dello Stato Italiane                                         | FS               | 20           | 202               | Schwartzkopff                                           | D n2t 950 mm                              |                                   |
|                            | Königreich Italien | Ferrovie dello Stato Italiane                                         | FS               | R.440        |                   | Ansaldo                                                 | B´B n4v                                   |                                   |
| 10                         | Königreich Italien | Ferrovie dello Stato Italiane                                         | FS               | 40           | 403               | Saronno                                                 | Czt n2 (4v) 950 mm                        |                                   |
| 11                         | Königreich Italien | Ferrovie dello Stato Italiane                                         | FS               | 980          | 98001             | SLM                                                     | Czt n2 (4v) 950 mm                        |                                   |
| 12                         | Königreich Italien | Ferrovie dello Stato Italiane                                         | FS               | 102          | 1022              | Beyer-Peacock                                           | 1A1 n2                                    |                                   |
| 13                         | Königreich Italien | Ferrovie dello Stato Italiane                                         | FS               | 499          | 4992              | Cockerill                                               | 2’B n2                                    |                                   |
| 14                         | Königreich Italien | Ferrovie dello Stato Italiane                                         | FS               | 050          | 0501              | Società Italiana Westinghouse                           | E d2k 3,6 kV/16,7 Hz Drehstrom            |                                   |
| Deutsche Aussteller        |                    |                                                                       |                  |              |                   |                                                         |                                           |                                   |
| 15                         | Preußen            | Preußische Staatseisenbahnen                                          | K.P.u.G.H.St.E.  | T 9          | Bromberg 7276     | Orenstein & Koppel                                      | 1’C n2t                                   |                                   |
| 16                         | Preußen            | Preußische Staatseisenbahnen                                          | K.P.u.G.H.St.E.  | S 6          | Halle 657         | Linke-Hofmann-Werke                                     | 2’B h2 Gleichstrom-Zylinder System Stumpf | Ausführung mit normalen Zylindern |
| 17                         | Preußen            | Preußische Staatseisenbahnen                                          | K.P.u.G.H.St.E.  | S 10         | Erfurt 1003       | Schwartzkopff                                           | 2’C h4                                    |                                   |
| 18                         | Preußen            | Preußische Staatseisenbahnen                                          | K.P.u.G.H.St.E.  | G 8          | Hannover 4818     | Hanomag                                                 | D h2                                      |                                   |
| 19                         | Bayern             | Pfälzische Eisenbahnen                                                | Pfalz            | Pt 3/6       | 333               | Krauß                                                   | 1’C2’ h2                                  |                                   |
| 20                         | Bayern             | Bayerische Staatsbahn                                                 | K.Bay.Sts.B.     | G 5/5        |                   | J.A.Maffei                                              | E h4v                                     |                                   |
| 21                         | Sachsen            | Sächsische Staatseisenbahnen                                          | K.Sächs.Sts.E.B. | XII HV       | 27                | Sächsische Maschinenfabrik                              | 2'C h4v                                   |                                   |
| 22                         | Württemberg        | Königlich Württembergische Staats-Eisenbahnen                         | K.W.St.E.        | C            | 2001              | Maschinenfabrik Esslingen                               | 2'C1' h4v                                 |                                   |
| 23                         | Rumänien           | Căile Ferate Române                                                   | CFR              |              | 1704              | Henschel & Sohn                                         | 1'D h2 Ölzusatzfeuerung                   |                                   |
| 24                         | Königreich Italien | Compagnia Reale delle Ferrovie Sarde                                  | CRFS             |              | 53 Carlo Alberto  | Henschel & Sohn                                         | 1'C n2v                                   |                                   |
| 25                         | Königreich Italien | Società per la Ferrovia Lucca-Aulla                                   | FLA              | II           |                   | Borsig                                                  | 1’C n2t                                   | ähnliche Lokomotive               |
| 26                         | Königreich Italien | Tranvia Vicenza-Noventa-Montagnana                                    |                  |              | 26 Montagnana     | Henschel & Sohn                                         | C h2t Straßenbahnlokomotive               |                                   |
| 27                         |                    | Pressluftlokomotive                                                   |                  |              |                   | Borsig                                                  | C 2vt Meterspur                           |                                   |
| 28                         |                    | Feldbahn- oder Straßenbahnlokomotive                                  |                  | 7977/1911    |                   | Borsig (verkauft durch Decauville als Handelsvertreter) | B n2t                                     |                                   |
|                            | Königreich Italien | Società Nazionale Ferrovie e Tramvie (Bahnstrecke Brescia–Iseo–Edolo) | SNFT             | 20           |                   | Borsig                                                  | B’B n4v                                   |                                   |
| 29                         | Königreich Italien | Nebenbahnlokomotive                                                   |                  |              |                   | Hanomag                                                 | C n2t                                     |                                   |
| 30                         | Königreich Italien | Industrielokomotive                                                   |                  |              |                   | Hanomag                                                 | B n2t                                     |                                   |
| 31                         | Königreich Italien | Industrielokomotive                                                   |                  |              |                   | Hanomag                                                 | B n2t 600 mm                              |                                   |
| 32                         |                    | Dampfspeicherlokomotive                                               |                  |              |                   | J.A.Maffei                                              | B n2t                                     |                                   |
| 33                         |                    | Industrielokomotive                                                   |                  |              |                   | J.A.Maffei                                              | B n2t                                     |                                   |
| 34                         |                    | Industrielokomotive                                                   |                  |              |                   | J.A.Maffei                                              | B n2t 600 mm                              |                                   |
| 35                         |                    | Nebenbahnlokomotive                                                   |                  |              |                   | Krauß & Cie.                                            | B n2t                                     |                                   |
| 36                         | Baden              | Großherzoglich Badische Staatseisenbahnen                             | BadStB           | A1           |                   | J.A.Maffei Siemens-Schuckertwerke                       | 1’C1’ w2k                                 |                                   |
|                            | Preußen            | Preußische Staatseisenbahnen                                          | K.P.u.G.H.St.E.  | ES 2         |                   | Hanomag AEG                                             | 2’B1’ w1k                                 |                                   |
|                            | Preußen            | Preußische Staatseisenbahnen                                          | K.P.u.G.H.St.E.  | EG 506 Halle |                   | Hanomag Siemens-Schuckertwerke                          | D w1k                                     |                                   |
| Französische Aussteller    |                    |                                                                       |                  |              |                   |                                                         |                                           |                                   |
| 37                         | Frankreich         | Paris–Lyon–Méditerranée                                               | PLM              |              | 4350              | Fives-Lille                                             | 1’D n4v                                   |                                   |
| 38                         | Frankreich         | Paris–Lyon–Méditerranée                                               | PLM              | 14           | 6101              | Werkstätte Paris                                        | 2’C1’ h4                                  |                                   |
| 39                         | Frankreich         | Compagnie du chemin de fer de Paris à Orléans                         | PO               |              | 3535              | Fives-Lille                                             | 2’C1’ h4v                                 |                                   |
| 40                         | Frankreich         | Chemins de fer de l’Est                                               | Est              |              | 3775              | Batignolles                                             | 2’C n4v                                   |                                   |
| 41                         | Frankreich         | Chemins de fer algériens de l’État                                    | CFAE             |              | 770               | Weidknecht                                              | 1’C n2t 1055 mm                           |                                   |
| Schweizerischer Aussteller |                    |                                                                       |                  |              |                   |                                                         |                                           |                                   |
| 42                         | Schweiz            | Schweizerische Bundesbahnen                                           | SBB              | A 3/5        | 616               | SLM                                                     | 2’C h4v                                   |                                   |
| Belgische Aussteller       |                    |                                                                       |                  |              |                   |                                                         |                                           |                                   |
| 43                         | Belgien            | Chemins de fer de l’État Belge                                        | EB               | 10           | 4502              | Saint-Léonard                                           | 2’C1’ h4                                  |                                   |
| 44                         | Belgien            | Chemins de fer de l’État Belge                                        | EB               | 10           |                   | John Cockerill                                          | 2’C1’ h4                                  |                                   |
| 45                         | Belgien            | Industrielokomotiven                                                  |                  |              | Fabriknummer 1650 | Saint-Léonard                                           | B n2t                                     |                                   |